# Aphrosylus jacquemini
Aphrosylus jacquemini är en tvåvingeart som beskrevs av Vaillant 1950. Aphrosylus jacquemini ingår i släktet Aphrosylus och familjen styltflugor. Inga underarter finns listade i Catalogue of Life.